# Bataille d'Estepona
La bataille d'Estepona de 1342 est une bataille navale opposant la flotte aragonaise sous le commandement de l'amiral Pedro de Moncada, à une flotte mérinide. Les Aragonais mettent en déroute les navires mérinides.

## Déroulement
En 1341, après s'être assurer de l'appui des flottes génoise, portugaise et aragonaise, le roi de Castille Alphonse XI commence les préparatifs du siège d'Algésiras. 
La flotte aragonaise quitte donc Valence pour rejoindre la flotte castillane dans le détroit de Gibraltar conformément au traité de Madrid. Arrivée dans les eaux de la baie d'Estepona, la flotte aragonaise rencontre 13 galères mérinides et engage une action contre elles. Quatre galères mérinides sont capturés, tandis que deux autres échouent sur la côte. Les sept autres navires marocains réussissent à prendre la fuite. Cette victoire navale, ainsi que les batailles de Bullones et de Guadalmesí, font partie de la campagne menant au siège d'Algésiras.

## Sources

### Sources bibliographiques
1. ↑  Santacana y Mensayas 1901, p. 50

#### Hispanophone
- Emilio Santacana y Mensayas, Emilio Santacana y Mensayas, Estab. tip. de El Porvenir, 1901, 314 p.